# ماركو ستويانوفيتش (لاعب كرة قدم)
ماركو ستويانوفيتش هو لاعب كرة قدم صربي في مركز الوسط، ولد في 1 فبراير 1998 في بلغراد في صربيا. لعب مع راد بيوغراد ونادي سلافيا-موزير.

## وصلات خارجية
- ماركو ستويانوفيتش على موقع قاعدة بيانات كرة القدم.إي يو (الإنجليزية)
- ماركو ستويانوفيتش على موقع Soccerway.com (الإنجليزية)